# 南涧文庙
南涧文庙，即定边县文庙，位于云南省大理州南涧县南涧镇南街社区向阳坡，始建于明成化八年（1472年），清康熙十年（1671年）重建，原建筑现存大成殿、启圣宫，2011年至2013年对大成殿进行修缮，并新建了大成门、两厢等建筑。2012年5月15日公布为第四批南涧县文物保护单位。2013年10月23日公布为第五批大理州文物保护单位。

## 历史
南涧文庙的历史可追溯至明成化八年（1472年），知县冯源广在旧县治东门内建社学。嘉靖三十七年（1558年）知县胡廷珍重修，万历十五年（1587年）因“景倮劫县”被焚毁，之后知县周希改建于旧县治东。万历二十年（1592年）地震，圣殿、明伦堂、两庑俱倾。
清康熙十年（1671年，另说庚戌年，即康熙九年），知县吕崇简在县治北建大殿五间，继而署县事按察司经历汪牧建启圣祠、戟门。康熙二十八年（1689年），知县何锡爵建两庑、棂星门。三十二年（1693年）设学。康熙三十四年（1695年），知县崔靖建明伦堂，署县事楚雄府通判周蔚铸造俎豆祭器。五十年（1711年），知县杨书重修，复置月台、神道，开泮池，建名宦祠、乡贤祠，南涧文庙至此规模齐备。
雍正七年（1729年），裁撤定边县划归蒙化府，文庙的祭祀活动被保留（“春秋二祀仍于中丁日委学官以致祭”）。
至1980年代，南涧文庙仅遗存大成殿、启圣宫两座建筑，且分别被用作南涧县公安局、县检察院的办公场所；1990年代，随着县公安局、县检察院相继迁走，文庙建筑被售予私人。在第三次全国文物普查中，南涧县文化部门发现文庙遗存建筑，当时已属危房。随后，政府通过无偿捐赠的方式获得了大成殿院落的所有权，并于2011年12月30日启动了文庙修缮工程。2013年底，修缮工程完工，除修复大成殿外，还复建了大成门、两厢等。而由于经费及权属问题，启圣宫未能得到有效保护。

## 建筑
南涧文庙坐东北朝西南，依山建造，原建筑现存大成殿、启圣宫，以及部分石雕残件。大成殿修缮于清道光九年（1829年），五开间，通面阔17.5米，通进深11.5米，单檐歇山顶抬梁式木结构建筑。启圣宫修缮于清道光十九年（1839年），三开间，通面阔10.9米，通进深8.7米，单檐歇山顶。

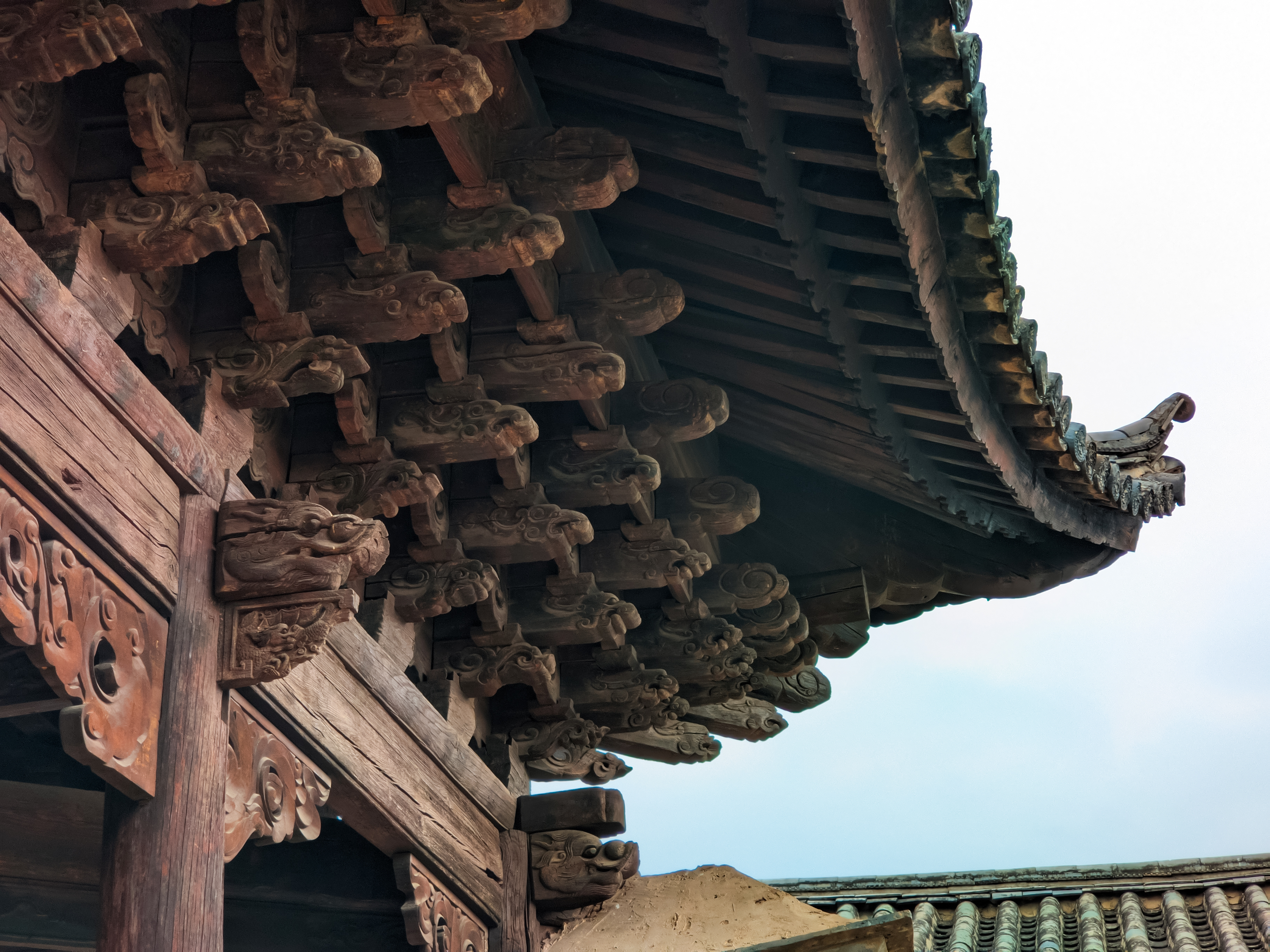
大成殿斗拱
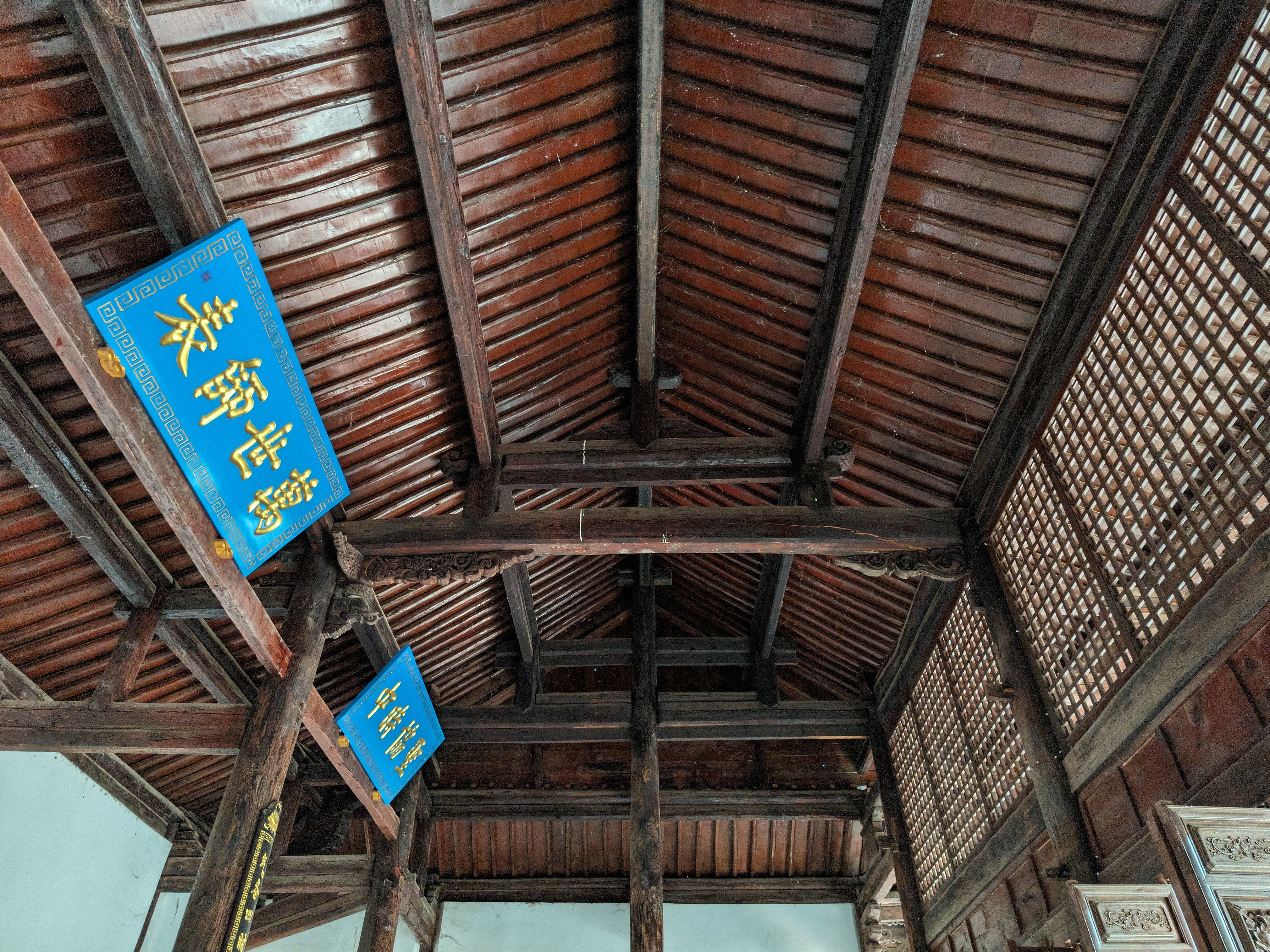
大成殿梁架
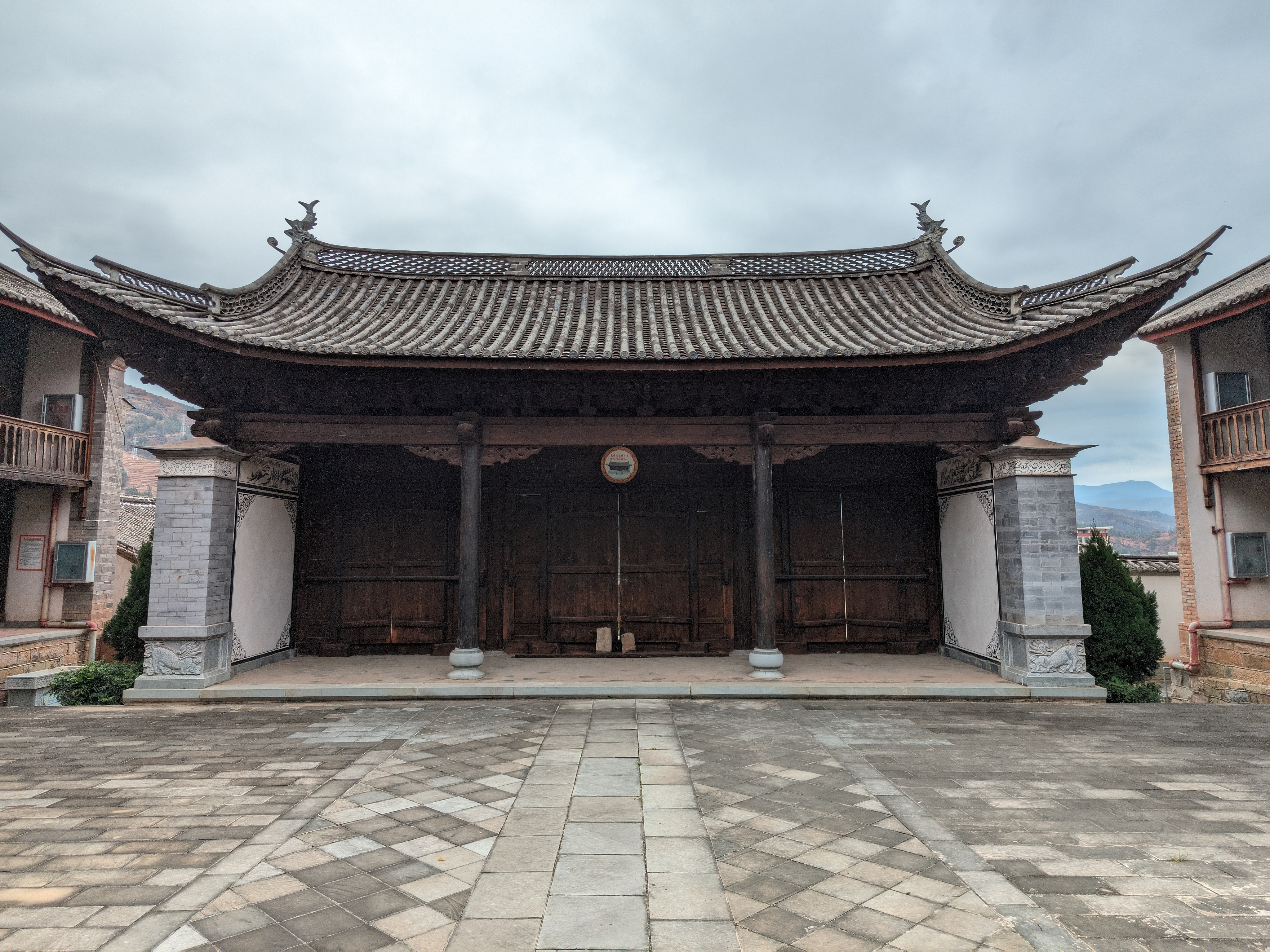
大成门